# آفلنتس کورورت
آفلنتس کورورت (به آلمانی: Aflenz Kurort) یک منطقهٔ مسکونی در اتریش است که در بروک مورتسوچلاگ واقع شده‌است. آفلنتس کورورت ۱۶٫۱ کیلومتر مربع مساحت دارد ۷۶۵–۱٬۸۱۰ متر بالاتر از سطح دریا واقع شده‌است.